# 赛伯利亚
《赛伯利亚》是由法国游戏公司Microïds開發的第三人稱解謎冒險遊戲，於2002年發行，遊戲由Microids簽約漫畫家Benoit Sokal領銜製作。
續作《赛伯利亚II》於2004年發行。

## 故事简介
遊戲的女主人公，凱特·華克（Kate Walker）是一名来自美国的年轻女律师，受环球玩具公司委托前往位于阿爾卑斯山深處的一个小村庄，收購一家古老的自动机器人工厂。但到達這裡的凱特，却得知了工廠的所有者安娜·佛拉爾柏格（Anna Voralberg）已经去世的消息。而其唯一的继承人，安娜的弟弟漢斯·佛拉爾柏格（Hans Voralberg）早已失踪多年，凯特决心顺着工厂中的线索一路找到漢斯……